# Fábio Vasconcellos
Fábio Vasconcellos (Barra Longa, 1911 - Belo Horizonte, 10 de novembro de 1992) foi um político brasileiro do estado de Minas Gerais.

Fábio Vasconcellos foi deputado estadual de Minas Gerais por quatro legislaturas consecutivas, da 6ª à 9ª legislatura (1967 - 1983).